# Black Shepherd
Black Shepherd war eine belgische Thrash-Metal-Band aus Steenokkerzeel, Flämisch-Brabant, die im Jahr 1984 unter dem Namen Beelzebub gegründet wurde und sich im Jahr 1989 wieder auflöste.

## Geschichte
Die Band wurde im Jahr 1984 unter dem Namen Beelzebub von Yvan Verhaegen (Gesang), Michel Olijf (E-Gitarre) und Alain Verhaegen (Schlagzeug) gegründet. Als im Oktober desselben Jahres Gitarrist Igor Pint zur Band stieß, änderten sie gleichzeitig ihren Bandnamen in Black Shepherd um. Im Januar 1985 stieß Bassist Willy Verbelen zur Band. Zusammen nahmen sie im April das erste Demo auf. Am 3. August war die Band die Eröffnungsband des Hegge Rock II Festivals in Poederlee. Dadurch erreichte die Band weitere Auftritte zusammen mit Bands wie Onslaught, Kreator, Angel Dust und Cyclone. Im Februar 1986 wurde das zweite Demo United Evil Forces aufgenommen. Es wurde von Alex Raes und Jos Van Geit produziert. Am 3. Mai 1986 nahm die Band an dem United Forces Festival im Zaal Perfa in Burst, Aalst, teil. Sie spielte dort zusammen mit Bands wie Artillery, Cyclone, X-Creta und Winged Warrior.
Kurz danach verließ Bassist Willy Verbelen die Band, um sich seinem Studium zu widmen. Bei dem folgenden Spettel Metal Festival in Tienen am 31. Mai 1986, musste die Band ohne einen Bassisten auftreten. Als Ersatz wurde später Patrick Minnebier gefunden. Am 28. Juni war Black Shepherd Eröffnungsband auf dem Whiplash Festival im De Kriekelaar in Schaarbeek, Brüssel. Am 6. September 1986 spielte die Band auf dem Metallysee Festival im Zaal Perfa. Anfang des Jahres 1987 folgten zwei weitere größere Auftritte: Am 17. Januar im De Kriekelaar in Schaarbeek und am 14. März in Gemmenich, nahe der deutschen Grenze. Es folgte ein Vertrag mit dem Label Punk Etc. Das erste und einzige Album Immortal Aggression wurde im Jahr 1988 veröffentlicht. Im Jahr 1989 nahm die Band ein weiteres Demo auf, auf der Sänger Verhaegen auch als Bassist zu hören war. Gemischt und gemastert wurde das Album wieder von Alex Raes und Jos Van Geit. Ihr letztes Konzert hatte die Band in Zaandijk, Niederlande, am 28. Oktober 1989.

## Stil
Charakteristisch ist die Strukturlosigkeit, sowie der aggressive, raue Klang der Stücke.

## Diskografie
- 1985: Demo (Demo, Eigenveröffentlichung)
- 1985: Rehearsal Demo (Demo, Eigenveröffentlichung)
- 1986: United Evil Forces (Demo, Eigenveröffentlichung)
- 1988: Immortal Aggression (Album, Punk Etc.)
- 1989: Welcome (Demo, Eigenveröffentlichung)